# 格盧希夫佩爾什
50°32′19″N 29°10′0″E / 50.53861°N 29.16667°E
格盧希夫佩爾什（烏克蘭語：Глухів Перший）是烏克蘭北部的村莊，隸屬日托米爾州的日托米爾區。該村面積0.74平方公里，海拔高度187米，2001年人口229，人口密度每平方公里309.88人。